# Камен Кацата
Камен Дойчинов, известен като Камен Кацата, е български блус певец.

## Биография
Роден е в София през 1953. По професия е икономист, завършил УНСС.
В края на 70-те започва да се изявява в София. През 90-те е един от най-изявените гости-музиканти в Подуене блус бенд, като работи с тях по повечето от албумите им.  В този период издава и самостоятелния албум „Страхът на гаргите“, заедно със Стунджи и брас секцията на Акага.
След разпадането на Подуене блус бенд през 2000 година, Камен Кацата продължава изявите си заедно с Васко Кръпката.
През 2013 се включва в създадената от Румен Fats Александров група „Сточна гара“.
Кацата е известен с това, че рядко дава интервюта. Негова запазена марка са тъмните очила, които носи поради здравословни причини.

## Албуми
- 1993 – Страхът на гаргите